# Piko-
 For alternative betydninger, se Pico.
Piko- (engelsk Pico) er et SI-præfiks der betegner en billiontedel, altså 1/1012. Symbolet p bruges for piko- (men kun foran symbol for enhed).
På mange sprog staves præfikset med c, men på dansk er det med k hvilket fremgår af Retskrivningsordbogen som medtager ordet pikofarad.
I USA ses betegnelsen μμF (mikro-mikro-farad) også fejlagtigt anvendt i stedet for pF (pikofarad).